# مجازی‌سازی شبکه
به صورت خلاصه مجازی‌سازی شبکه(به انگلیسی: Network virtulization) را می‌توان به عنوان تکنیک‌هایی برای جداسازی منابع شبکه و محاسباتی، برای واگذاری آن‌ها به یک شبکه مجازی (منطقی)، برای همساز کردن چندین شبکه مجازی قابل برنامه‌ریزی و مستقل، دانست.
در این شکل از مجازی‌سازی همه سخت افزارها و نرم‌افزارها درون یک شبکه مجازی به عنوان مجموعه‌ای واحد از منابع  ظاهر می‌شود. شکل‌های دیگری از مجازی‌سازی شبکه نیز بدین صورت وجود دارد که پارتیشن‌های مجزا شدهٔ منطقی شبکه، تحت یک زیرساخت فیزیکی مشترک، ایجاد شود. با چنین پارتیشن بندی منطقی، شبکه‌های مجازی ناهمگن چندگانه می‌توانند هم‌زمان تحت یک زیرساخت اشتراکی هم زیستی داشته باشند. برای رسیدن به این هدف می‌توان از نرم‌افزارها و سرویس‌هایی که اجازه می‌دهند رسانه‌های ذخیره‌سازی  و پهنای باند و برنامه‌های کاربردی و دیگر منابع شبکه به اشتراک گذاشته شوند، استفاده نمود. این تکنولوژی متدهایی شبیه به فرایند مجازی‌سازی که توسط ماشین مجازی برای  شبیه‌سازی کامپیوتر فیزیکی استفاده می‌شود، را به کار می‌گیرد.
مجازی‌سازی شبکه دستاوردی برای غلبه بر استخوانی شدن  و آسان‌سازی گسترش خدمات برای اینترنت در آینده است. و یک تکنولوژی سودمند جهت دست یابی به بهره‌برداری بهتر از زیرساخت برحسب استفاده دوباره از یک منبع فیزیکی یا منطقی برای چندین شبکهٔ متفاوت یا متراکم کردن چندین منبع برای کسب توانایی و سودمندی بیشتر. این منابع همان اجزا شبکه همانند مسیریاب‌ها و سوئیچ‌ها و میزبان‌ها، ماشین‌های مجازی و... هستند. از این رو مجازی‌سازی شبکه هزینه کلی را بوسیله اشتراک‌گذاری منابع شبکه کاهش می‌دهد.
محصول نهایی مجازی‌سازی شبکه، شبکهٔ مجازی است. شبکه‌های مجازی، شبکه منطقی جداگانه تحت یک  زیرساخت  مشترک، هستند و هریک از شبکه‌های مجازی می‌تواند کاربران، شبکه‌های مجازی منطقی و سرویس‌هایی همانند شبکه‌هایی با زیرساخت اشتراکی غیر مجازی، ارائه کند. مجازی‌سازی شبکه یک مفهوم کاملاً جدید نیست بلکه آن در اندازه‌های محدود به عنوان شبکه‌های مجازی محلی (VLANs) قبلاً مورد استفاده  قرار گرفته‌است.
مجازی‌سازی شبکه بر روی سازمان در همه سطوح تأثیرگذار است: برنامه‌های کاربردی، ماشین‌های دسکتاپ،;کارگزارها(سرور)ها و منابع ذخیره‌سازی و چارچوب‌های اصلی. محیط فناوری اطلاعات به‌طور فزاینده‌ای نامتمرکز است، تعداد کارگزارهای مختلف و جداگانه، ایستگاه‌های کاری، نسخه‌های نرم‌افزاری و دیگر دارایی‌های فناوری اطلاعات به صورت پویا در حال رشد است. این نظام سبب ایجاد  یک محیط دارای سودمندی پایین، عملکرد پایین، و هزینه‌های انرژی و تجهیزات افزایشی می‌شود. مجازی‌سازی شبکه سیستم عامل و برنامه‌های کاربردی را از لایه فیزیکی جدا می‌کند، و اجازه می‌دهد که سیستم‌های عامل بر روی یک کارگزار اجرا شود و دسکتاپ‌ها به عنوان یک ماشین مجازی در مراکز داده امن اجرا می‌شود.

## ماشین مجازی
یک سیستم رایانه‌ای مجازی با نام «ماشین مجازی» (Virtual Machine: VM) شناخته می‌شود: یک بسته نرم‌افزاری کاملا مجزا با یک سیستم عامل و برنامه‌های کاربردی داخل آن. هر ماشین مجازی خودکفا (Self-Contained) کاملا از ماشین‌های مجازی دیگر مستقل است. قراردادن چندین ماشین مجازی بر روی یک رایانه امکان اجرای چندین سیستم عامل و نرم‌افزار را بر روی تنها یک سرور فیزیکی یا «میزبان (host)» ایجاد می‌کند.
یک لایه‌ی باریک نرم‌افزاری به اسم «هایپروایزر (Hypervisor)» بین ماشین‌های مجازی و میزبان قرار گرفته و به صورت پویا منابع رایانشی را بر حسب نیاز هر یک از ماشین‌های مجازی به آن‌ها اختصاص می‌دهد.

## تفاوت مجازی‌سازی و رایانش ابری
اگرچه ارائه‌ی سرویس‌های مجازی روی زیرساخت ابری بسیار رایج است، نباید این دو فناوری را با هم اشتباه گرفت. مجازی‌سازی، استفاده از مجموعه‌ای از سرویس‌های نرم‌افزاری است که محیط‌هایی رایانه‌ای مستقل از زیرساخت فیزیکی ایجاد می‌کند، در حالی که رایانش ابری سرویسی است که بر اساس تقاضا، منابع رایانشی مشترک را (نرم‌افزار و/یا داده) از طریق اینترنت فراهم می‌کند. 